# Defence Research and Development Organisation

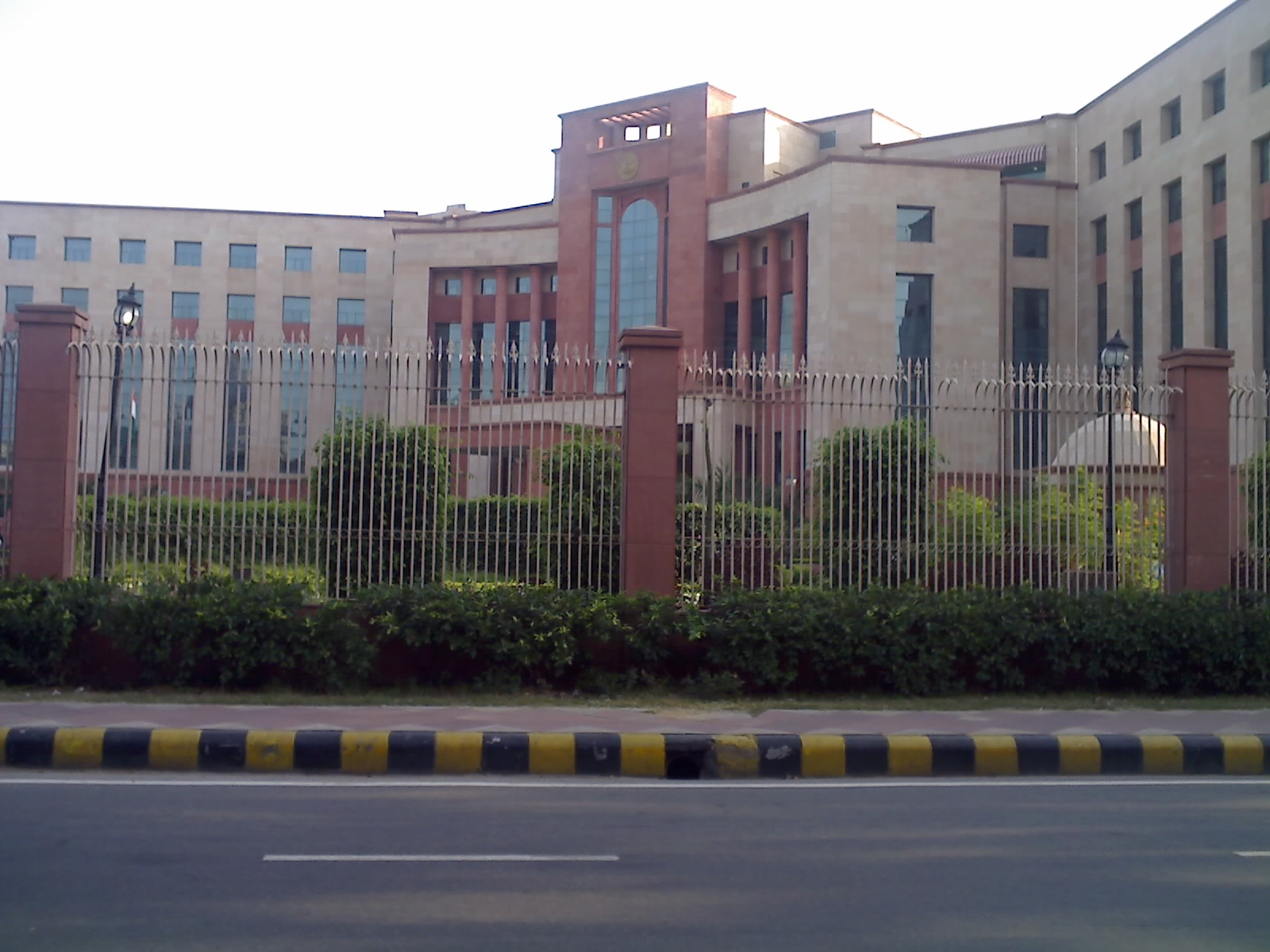
Il quartier generale del DRDO

Il Defence Research and Development Organisation (DRDO) (hindi रक्षा अनुसन्धान एवं विकास सङ्गठन, Rakṣā Anusandhān evaṃ Vikās Sangaṭhan) è una agenzia pubblica indiana responsabile dello sviluppo della tecnologia militare e degli armamenti. Il suo quartier generale è a Nuova Delhi.
Il Defence Research and Development Organisation è stato istituito nel 1958.
Nel 2010 il DRDO disponeva 52 laboratori impegnati nello sviluppo della tecnologia militari in vari campi quali l'aeronautica, gli armamenti, l'elettronica, l'informatica, la gestione delle risorse umane, materiali, missili, veicoli da combattimento, sistemi navali. tra i programmi di ricerca Sistema di difesa missilistico ABM per contrastare la minaccia dei missili balistici. L'organizzazione comprende 5000 scienziati appartenenti al Defence Research & Development Service (DRDS) e circa 25000 tra tecnici, ufficiali delle forze armate e personale di supporto.